# Dorfkirche Duninowo
Koordinaten: 54° 32′ 19,3″ N, 16° 49′ 15,1″ O
Die Dorfkirche von Duninowo (deutsch Dünnow) ist ein aus dem 14. Jahrhundert stammendes Gebäude, das auf Feldsteinfundamenten in Ziegelbauweise errichtet wurde.

## Geographische Lage
Das bis 1945 als Dünnow bekannte Kirchdorf liegt in Hinterpommern und ist über die Woiwodschaftsstraße 203 zu erreichen, die Köslin  über Rügenwalde mit Stolpmünde verbindet. Die nächste Bahnstation ist das neun Kilometer entfernte Stolpmünde, das Endpunkt der von Piła (Schneidemühl) über Neustettin, Miastko (Rummelsburg) und Stolp kommenden PKP-Strecke 405 ist.

## Baugeschichte/-beschreibung

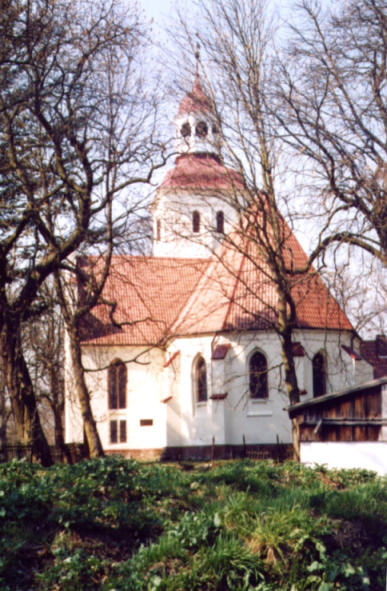
Dorfkirche (2004), bis 1945 Gotteshaus der evangelischen Pfarrgemeinde Dünnow

Am 21. Juni 1374 wurde in Dünnow eine Kirche „St. Maria, St. Johannis Apostel und Evangelist, und St. Margareta“ geweiht. Die Weihe nahm der Camminer Bischof Philipp von Rehberg vor, der am gleichen Tage auch die Kirche im Nachbarort Mützenow ihrer Bestimmung übergab. Im Jahre 1493 erscheint in einer Urkunde die ecclesia parochialis ville Dunnow. Turm und Choranbau wurden im 15. Jahrhundert auf Feldsteinfundamenten aus Backstein errichtet. Am 18. April 1878 wurde ein Erneuerungsbau eingeweiht, und 1911 fand eine umfangreiche Renovierung statt, innerhalb derer eine Warmluftheizung eingebaut wurde.
Den Turm mit geschweiftem Zeltdach krönt eine große, offene Laterne mit geschweifter Spitze. 1721 wurde bereits eine Kirchturmuhr erwähnt. Zwischen 1749 und 1753 musste der Turm wegen Baufälligkeit abgerissen und neu aufgemauert werden. Die alte Turmuhr wurde wieder montiert. 1936 wurde die Haube mit Kupfer neu gedeckt.
Das Kirchenschiff wurde durch eine spitzbogige Öffnung betreten. Trotz der Strebepfeiler hat es eine flache Holzdecke. Nur der Choranbau ist überwölbt.
Von der alten Ausstattung ist der Rest eines Altars erhalten, in dem aus Holz geschnitzte Figuren – Maria und Johannes – aus einer Kreuzigungsgruppe zu sehen sind. Die im Innern als Hauptbild des Altars geschnitzte Darstellung „Jesus in Gethsemane“ ist dem Museum in Stolp übergeben worden.
Eine Taufschüssel aus Messing ohne Umschrift mit Relief stammt aus dem 17. Jahrhundert und ist in Nürnberg entstanden. Eine Zinnkanne trägt die Jahreszahl 1773.
In der Turmvorhalle steht eine teilweise beschädigte und ausgebesserte Grabplatte aus dem Jahre 1615, der sogenannte Krümmelstein. Der letzte aus dem Geschlecht der Krümmel stammende Georg Krümmel starb am 5. Juli 1602 mit 63 Jahren. Er war Erbherr auf Muddel (heute polnisch: Modła) und wurde in der Krypta am äußeren Rande des Altars am 4. August beigesetzt. Diese Angaben sind der lateinischen Inschrift der Grabplatte zu entnehmen (tatsächlich soll er auf einer Jagd von einem Hirsch zu Tode gebracht worden sein, und das Geweih des Hirsches lange Zeit in der Kirche gehangen haben, bis es in das Gutshaus in Saleske (Zaleskie) verbracht worden ist).
Im Jahre 1731 wurde seitens des Kirchenpatrons Gerth Jakob von Below der Kirche eine kleine Orgel geschenkt, die wohl vom Rügenwalder Orgelbaumeister Bartsch gebaut worden war, der sie in den Folgejahren häufig reparierte. Im Rahmen der Erneuerungsarbeiten 1877/178 errichtete der ortsansässige Orgelbaumeister Christian Friedrich Völkner eine neue Orgel – ein für eine Dorfkirche ungewöhnlich schönes und großes Instrument mit zwei Manualen und Pedal bei zwölf Registern.
Während des Zweiten Weltkriegs blieb die Dorfkirche in Dünnow im Wesentlichen unbeschädigt. Das evangelische Gotteshaus, in dem 400 Jahre lang der christliche Glaube nach lutherischer Lehre verkündet worden war, wurde 1945 von der polnischen Administration zugunsten der Katholischen Kirche in Polen zwangsenteignet und am 15. August (Mariä Himmelfahrt) 1945 vom polnischen katholischen Klerus ‚neu geweiht‘. 

## Orgel
Im Jahre 1878 baute Christian Friedrich Völkner in seiner Heimatkirche, die Dünnower Dorfkirche, eine besonders klangvolle und für eine Dorfkirche sehr große Orgel. 
| I Manual C–      |     |
| Bordun           | 16′ |
| Prinzipal        | 8′  |
| Gambe            | 8′  |
| Rohrflöte        | 8′  |
| Octav            | 4′  |
| Progressiv II–IV |     |

| II Manual C–    |    |
| Salicional      | 8′ |
| Gedackt         | 8′ |
| Geigenprinzipal | 4′ |
| Flaute          | 4′ |

| Pedal C– |     |
| Subbass  | 16′ |
| Octav    | 8′  |
| Gedackt  | 8′  |

- Koppeln:
- Spielhilfen:

## Kirchengemeinde

### Evangelisches Kirchspiel bis 1945
Das alte Kirchdorf Dünnow ist seit ehedem Sitz eines Pfarramtes, dem das Kirchspiel Dünnow, dessen Einwohner vor 1945 zu 98 % evangelisch waren, mit den Orten Dünnow, Lindow und Muddel zugeordnet war. Eingepfarrt war außerdem die selbständige Kirchengemeinde Saleske als Filialort. Das Kirchspiel Dünnow, in dem bereits 1539 eine Kirchenvisitation nach lutherischer Vorgabe durchgeführt wurde, gehörte bis 1945 zum Kirchenkreis Stolp-Stadt in der Kirchenprovinz Pommern der Kirche der Altpreußischen Union. Es zählte damals 3090 Gemeindeglieder.

### Polnisches Kirchspiel seit 1945
Die seit 1945 und Vertreibung der einheimischen Dorfbewohner anwesende polnische Einwohnerschaft ist überwiegend katholisch.
Heute besteht im Ort ein römisch-katholisches Pfarramt, das am 8. Dezember 1958 errichtet worden ist. Zur Pfarrei Duninowo gehören auch die beiden Filialkirchen in Możdżanowo (Mützenow) und – wie schon vor 1945 – Zaleskie (Saleske). Insgesamt zählt sie 1742 Pfarrglieder und gehört zum Dekanat Ustka (Stolpmünde) im Bistum Köslin-Kolberg.

### Pfarrer bis 1945
- vorreformatorisch:
  - Balthasar Rubake (1493)

- lutherisch:

1. Joachim Jaschius (konvertierte zur lutherischen Lehre)
2. Ambrosius Jasche (Jeske), 1548–1567
3. Michael Zeluck, 1567–1581
4. David Jeske (Jaschius) (Sohn von 2.), 1581–1634
5. Joachim Bilang, 1634–1656
6. Matthias Dreisow, 1657–1676
7. Georg Dumresius, 1677–1694
8. Johann Granzin, 1685–1724
9. Friedrich Sagebaum, 1724–1747
10. Martin Dreisow, 1748–1751
11. Johann Friedrich Schall, 1753–1790
12. Johann Georg Friedrich Wittscheibe, 1791–1820
13. Karl Ludwig Todt, 1820–1836
14. Heinrich Leopold Bath, 1837–1864
15. Ernst Preuß, 1864–1885
16. Karl Wilhelm Braun, 1885–1907
17. Felix Gustav Hermann Bartholdy, 1908–1923
18. Ernst Poether, 1923–1928
19. Eberhard Simon, 1930–1937
20. Hans Schreiber, 1938–1946